# Timbaland & Magoo
Timbaland & Magoo was een hiphopduo, bestaande uit de producent/rapper Timothy "Timbaland" Mosley en rapper Melvin "Magoo" Barcliff.  
Het duo komt oorspronkelijk uit Norfolk, Virginia in de Verenigde Staten. De twee kenden elkaar al van kinds af aan. Ze brachten hun debuutalbum, Welcome to Our World, uit op 28 oktober 1997. Hierop staat hun hoogstgeplaatste nummer staat, "Up Jumps Da Boogie". In 2003 bracht het duo hun tweede en laatste gezamenlijke album Under Construction, Part II uit.
Magoo overleed in augustus 2023 op 50-jarige leeftijd aan een hartaanval.

## Discografie

### Albums
| Jaar | Album                                                                                         | Hoogste Positie | Hoogste Positie | Verkoop               |
| Jaar | Album                                                                                         | U.S.            | DE              | Verkoop               |
| ---- | --------------------------------------------------------------------------------------------- | --------------- | --------------- | --------------------- |
| 1997 | Welcome to Our World - Debuutalbum - Uitgebracht: 28 oktober 1997 - Formaat: cd               | 33              | –               | Certificatie: Platina |
| 2001 | Indecent Proposal - Tweede studioalbum - Uitgebracht: 20 november 2001 - Formaat: cd          | 29              | –               |                       |
| 2003 | Under Construction, Part II - Derde studioalbum - Uitgebracht: 18 november 2003 - Formaat: cd | 50              | 75              |                       |
| 2004 | The Best Of - Eerste compilatiealbum - Uitgebracht: 8 november 2004 - Formaat: cd             | –               | –               |                       |
| 2005 | Present - Tweede compilatiealbum - Uitgebracht: 14 maart 2005 - Formaat: cd + dvd             | –               | –               |                       |

### Singles
| Jaar | Nummer                                             | Positie | Positie  | Positie | Positie | Positie | Album                            |
| Jaar | Nummer                                             | U.S.    | U.S. R&B | UK      | IER     | AUS     | Album                            |
| ---- | -------------------------------------------------- | ------- | -------- | ------- | ------- | ------- | -------------------------------- |
| 1997 | "Up Jumps da Boogie" (met Missy Elliott & Aaliyah) | 12      | 4        | –       | –       | –       | Welcome to Our World             |
| 1998 | "Luv 2 Luv U" (met Shaunta & Playa)                | –       | –        | –       | –       | –       | Welcome to Our World             |
| 1998 | "Clock Strikes" (met Mad Skillz)                   | 37      | 24       | –       | –       | –       | Welcome to Our World             |
| 1998 | "Here We Come" (met Missy Elliott)                 | 92      | –        | –       | –       | –       | Tim's Bio: Life from da Bassment |
| 2000 | "We At It Again"(met Sebastian & Static Major)     | –       | –        | –       | –       | –       | Romeo Must Die                   |
| 2001 | "Drop" (met Fatman Scoop)                          | –       | 105      | –       | –       | –       | Indecent Proposal                |
| 2001 | "All Y'all" (met Tweet & Sebastian)                | –       | –        | –       | –       | –       | Indecent Proposal                |
| 2003 | "Cop That Shit" (met Missy Elliott)                | 95      | 49       | 22      | 39      | 34      | Under Construction, Part II      |
| 2003 | "Indian Flute" (met Sebastian & Raje Shwari)       | –       | 73       | –       | –       | –       | Under Construction, Part II      |